# Daiki Matsuoka
Daiki Matsuoka (松岡 大起 Matsuoka Daiki?), född 1 juni 2001 i Kumamoto prefektur, är en japansk fotbollsspelare.
Matsuoka började sin karriär 2019 i Sagan Tosu.